# فريشة (القطن)
'

تعديل مصدري - تعديل

فريشة هي إحدى قرى عزلة القطن بمديرية القطن التابعة لمحافظة حضرموت، بلغ تعداد سكانها 22 نسمة حسب تعداد اليمن لعام 2004.